# Stazione di Sorso
Stazione di Sorso vasútállomás Olaszországban, Szardínia régióban, Sorso településen.

## Vasútvonalak
Az állomást az alábbi vasútvonalak érintik:
- Sassari–Sorso-vasútvonal

## Kapcsolódó állomások
A vasútállomáshoz az alábbi állomások vannak a legközelebb: 
- Stazione di Funtana Niedda (Stazione di Sassari, Sassari–Sorso-vasútvonal)